# Adam Keefe (Basketballspieler)
Adam Thomas Keefe (* 22. Februar 1970 in Irvine (Kalifornien)) ist ein ehemaliger US-amerikanischer Basketballspieler.

## Werdegang
Nach seiner Schulzeit an der Woodbridge High School im kalifornischen Irvine wechselte er 1988 an die Stanford University. Dort spielte er Basketball und Volleyball.
Keefe war in den Spieljahren 1989/90, 1990/91 und 1991/92 jeweils bester Korbschütze von Stanfords Basketballmannschaft. Sein Höchstwert waren 25,3 Punkte je Begegnung, die er 1991/92 erreichte. Er war an der Hochschule Mannschaftskamerad des vor allem in Deutschland bekannten John Patrick. Die Atlanta Hawks wählten Keefe beim NBA-Draftverfahren 1992 an zehnter Stelle aus. Bis 2001 bestritt er 661 Spiele in der NBA. Seinen besten Punkteschnitt in einer NBA-Hauptrunde erreichte Keefe in der Saison 1997/98 in den Farben der Utah Jazz.
Zum Abschluss seiner Laufbahn als Berufsbasketballspieler war Keefe bei den spanischen Erstligisten Casademont Girona und Estudiantes Madrid beschäftigt. In insgesamt 67 Einsätzen in der Liga ACB kam der US-Amerikaner auf einen Mittelwert von 10,3 Punkten.

### Familie
Keefes Ehefrau Kristin Klein studierte ebenfalls an der Stanford University, spielte dort auch Volleyball. In dieser Sportart nahm Klein mit der US-Auswahl an den Olympischen Sommerspielen 1996 teil.
Zwei Töchter (Caitlin und Michaela) des Paares wurden Volleyballspielerinnen an der Stanford University, Sohn James wechselte 2019 in die Basketballmannschaft der Hochschule.